# Georg Schneider (NS-Funktionär)
Georg Schneider (* 17. Juni 1889 in Bamberg; † nach 1945) war ein deutscher politischer Funktionär (NSDAP). Er war unter anderem Leiter des gemeinsamen akademischen Instituts für Leibesübungen der Universität München und der Technischen Hochschule München.

## Leben und Wirken
Nach dem Schulbesuch arbeitete Schneider als Turn- und Sportlehrer. In der Bayerischen Armee erhielt er 1913 den Rang eines Vizefeldwebels der Reserve. Während des Ersten Weltkriegs wurde er 1915 zum Leutnant befördert. 1919 schied er aus der Armee aus. Danach war er als Turn- und Sportlehrer in Speyer, Traunstein und Nürnberg tätig.
Politisch begann Schneider sich in den frühen 1920er Jahren in Kreisen der extremen politischen Rechten zu engagieren. 1922 trat er erstmals in die NSDAP ein. 1923 folgte sein Eintritt in die SA, in der er bis 1923 die SA im Bezirk Traunstein führte. 1923 nahm er am Hitlerputsch in München teil.
Anlässlich der Neugründung der NSDAP im Jahre 1925 trat Schneider dieser, wie auch der SA, erneut bei. 1931 erhielt er eine Stellung als Studienrat am Realgymnasium in Nürnberg. In der SA wurde er 1932 zum Sturmbannführer befördert und mit der Führung des selbständigen SA-Sturms 24 betraut.
1933 wurde Schneider zum Studienprofessor am Wilhelmsgymnasium in München ernannt. Im selben Jahr (?) wurde er Leiter und 1936 Direktor des gemeinsamen akademischen Instituts für Leibesübungen der Universität München und der Technischen Hochschule München sowie Beauftragter des Reichssportführers in Bayern. In der SA erreichte er seinen höchsten Rang, als er 1945 zum SA-Brigadeführer z.V. beim Stab der SA-Gruppe Hochland ernannt wurde.